# Young and Innocent
Young and Innocent (in de Verenigde Staten uitgebracht als The Girl Was Young) is een Britse suspensefilm uit 1937, geregisseerd door Alfred Hitchcock. De hoofdrollen worden vertolkt door Nova Pilbeam, Derrick De Marney en John Longden. Het verhaal is losjes gebaseerd op Josephine Tey's roman A Shilling for Candles (1936).

## Verhaal
Christine Clay is een actrice die haar carrière grotendeels te danken heeft aan haar man. Hij is echter niet blij met het feit dat ze graag met andere mannen aanpapt. Hij noemt in het bijzonder Robert Tisdall, een jongeman die nabij hun huis verblijft. Op een avond krijgen de twee zwaar ruzie, waarbij Christine door haar man wordt gewurgd met een riem die hij gestolen heeft. Haar lichaam dumpt hij in zee.
Niet veel later vindt Robert Tisdall Christines lichaam op het strand, met een riem vlak ernaast. Hij wordt gezien door twee zwemsters, die meteen aannemen dat Robert Christine zojuist vermoord heeft. Ze vertellen hun verhaal aan de politie, die de verdenkingen serieus neemt. Vooral omdat Robert van Christine een grote som geld zou erven. Robert krijgt een incompetente advocaat toegewezen om hem te verdedigen, wat zijn kans om zijn onschuld te bewijzen drastisch vermindert. Wanneer hij een kans ziet om te ontkomen in de menigte voor de rechtszaal, grijpt hij deze meteen aan.
Robert krijgt een lift van Erica Burgoyne, de dochter van de lokale politiecommissaris. Ze worden samen gezien, waardoor de politie Erica gaat zien als handlanger. Robert weet dat de riem die hij bij Christines lichaam vond de enige aanwijzing is naar de ware moordenaar, dus begint een zoektocht naar de eigenaar van de riem. Na onder andere even te zijn gestopt bij Erica's tante, belanden Robert en Erica in een huis dat blijkt te zijn gekraakt door een groep zwervers. Een van hen, Old Will, draagt de jas waar de riem bij blijkt te horen. Hij is bereid Robert te helpen om de man die hem de jas heeft gegeven op te sporen. Old Will kan zich echter maar weinig herinneren van deze man, behalve het feit dat zijn ogen altijd wild heen en weer bewegen.
In een van de zakken van de jas vinden de mannen een doos lucifers uit het Grand Hotel, een hotel waar Robert nooit is geweest. Ze gaan daarheen, en vinden Christines echtgenoot terwijl hij als drummer meespeelt in een band in de balzaal van het hotel. Wanneer hij Old Will, Robert en even later ook de politie ziet, krijgt hij een zenuwinzinking. Na te zijn bijgekomen bekent hij de misdaad. Roberts naam is gezuiverd.

## Rolverdeling
| Acteur            | Personage              |
| ----------------- | ---------------------- |
| Nova Pilbeam      | Erica Burgoyne         |
| Derrick De Marney | Robert Tisdall         |
| Percy Marmont     | Colonel Burgoyne       |
| Edward Rigby      | Old Will               |
| John Longden      | Inspecteur Kent        |
| Mary Clare        | Erica's tante          |
| George Curzon     | Guy                    |
| Basil Radford     | Erica's oom            |
| Pamela Carme      | Christine              |
| George Merritt    | DS Miller              |
| J. H. Roberts     | Notaris                |
| Jerry Verno       | Vrachtwagenchauffeur   |
| H. F. Maltby      | Politie-officier       |
| John Miller       | Politieagent           |
| Syd Crossley      | Policeagent            |
| Anna Konstam      | Zwemmend meisje        |
| Bill Shine        | Cafébaas               |
| Beatrice Varley   | Vrouw van beschuldigde |

## Achtergrond
Hitchcock gebruikte Tey's roman als basis voor de film, maar liet zijn team van scenarioschrijvers grote veranderingen aanbrengen in het verhaal. De enige personages uit het boek die ook in de film meedoen zijn Robert Tisdall en Erica Burgoyne. Alle andere personages, waaronder de originele moordenaar uit het boek, zijn weggelaten in de film. Dit alles werd vooral gedaan om het verhaal van de film enkel te laten focussen op Roberts vlucht voor de politie, terwijl het boek meer een whodunit-verhaal is met ook een groot aantal subplots.
Hitchcocks bekende cameo in de film bevindt zich op 15 minuten na aanvang van de film. Hij speelt een man met een camera in zijn hand in de menigte voor de rechtbank.